# پارمل (داکوتای جنوبی)
پارمل(به انگلیسی: Parmelee) شهری در ایالت داکوتای جنوبی کشور ایالات متحده آمریکا است که جمعیت آن در سرشماری سال ۲۰۱۰ میلادی، ۵۶۲ نفر بوده‌است.